# Corcoran (Kalifornien)
Die Stadt Corcoran im Kings County des US-Bundesstaats Kalifornien ist vor allem durch ihre beiden Justizvollzugsanstalten bekannt:
- California State Prison Corcoran (CSP-COR), vorgesehen für 3116 Gefangene, tatsächlich belegt mit 4851 Insassen (Stand 31. Juli 2011), 2322 Mitarbeiter, jährliche Betriebsausgaben 274 Millionen Dollar (2008/2009),[1]
- California Substance Abuse Treatment Facility and State Prison, Corcoran (SATF-CSP, Corcoran), vorgesehen für 3424 Gefangene, tatsächlich belegt mit 6335 Insassen (Stand 31. Juli 2011), 1925 Mitarbeiter, jährliche Betriebsausgaben 148 Millionen Dollar (2008/2009).[2]

Die insgesamt 11.186 Insassen gelten als Einwohner der Stadt. Im September 2007 hatten beide Anstalten zusammen noch 13.144 Insassen, was mehr als der Hälfte der damaligen Einwohnerzahl von 25.417 Menschen entsprach.

Mit zusammen 4247 Mitarbeitern sind die beiden Justizvollzugsanstalten auch der bei weitem größte Arbeitgeber der Stadt. 